# 祝江大桥
30°00′08.2″N 121°19′15.5″E / 30.002278°N 121.320972°E
祝江大桥，又名祝家渡桥，是浙江省余姚市一座桥梁，位于三七市镇祝家渡村祝东。桥梁为满足南岸河姆渡粮食产区运粮需要，缓解渡口紧张状况，由余姚公交局设计建造，1965年7月开工，1966年完工。桥梁横跨慈江（当地称祝江）连接三七市和河姆渡两镇，结构为钢索自锚式悬索桥，全长101米，桥面宽3米，中孔跨径48米，南北孔跨径各为24米:505，为省内最早的钢结构悬索桥。随着2001年上游祝家渡大桥建成，祝江大桥不再承担两岸交通任务。2010年，祝江大桥被列入余姚市文物保护单位，2023年6月被列入浙江省文物保护单位。